# Kulbrintefradrag
Kulbrintefradrag er et skattefradrag i den danske lovgivnings Kulbrinteskattelov fra 1982.
Fradraget var tænkt som tilskyndelse til investering i Nordsøens olieudvinding.
I den specifikke paragraf (§ 16) i Kulbrinteskatteloven, der gælder for koncessioner tildelt med virkning før 2004, hedder det:
| „ | Ved opgørelsen af indkomsten for de enkelte felter kan med den begrænsning, som følger af § 17, fratrækkes et beløb på 25 pct. (kulbrintefradraget) af anskaffelsessummen for aktiver, der er omfattet af § 8, stk. 1. Kulbrintefradraget indrømmes i det indkomstår, hvori den skattepligtige har påbegyndt afskrivning på aktivet, og hvert af de følgende 9 indkomstår. | “ |

Der tildeles altså 25 procent skattefradrag i ti år, så i alt 250%.
Fradraget har betydet at den danske stat har betalt en stor del af olieselskabernes investeringsudgifter.
Ifølge vismanden Jørgen Birk Mortensen skal der nærmest have været en tilskyndelse for olieselskaberne til at købe så dyrt som muligt og at nærmest overinvestere.
En rapport fra Skatteministeriet udgivet i oktober 2001 angav at den danske stat er gået glip af cirka 15 milliarder kroner.
Rapporten, der var skrevet af et særligt Kulbrinteudvalg nedsat af Nyrup-regering i 2000, konkluderede også at virksomheder ville være tilskyndet til at henregne flest mulige udgifter som fradragsberettiget investeringer.
Ved en rente på 6 procent svarer nutidsværdien af 250 procentsfradraget til 136,5 procent af investeringsværdien.
Fradraget har bevirket at der "ikke har været noget provenu fra den særlige kulbrinteskat" bortset fra en periode i 1982-1985.
Kulbrinteskatteloven blev ændret ved Nordsøaftalen og i senere tildelte koncessioner kan 5% af anskaffelsessummen af aktiver fratrækkes i 6 år. 
I den specifikke paragraf hedder det:
| „ | Ved opgørelsen af kulbrinteindkomsten kan fratrækkes et beløb på 5 pct. (kulbrintefradrag) af anskaffelsessummen for aktiver, der er omfattet af § 8, stk. 1. Kulbrintefradraget indrømmes i det indkomstår, hvori den skattepligtige har påbegyndt afskrivning på aktivet, og hvert af de følgende 5 indkomstår. | “ |

Da kulbrintefradraget blev ændret blev den særlige kulbrinteskat samtidig reduceret og der blev indført en unik kompensationsklausul.
Det store kulbrintefradrag er kritiseret. 
En kronikør i Politiken kaldte det en af den danske stats syv oliesynder.

## Henvisning
1. ↑  Kulbrinteskatteloven - Bekendtgørelse af lov om beskatning af indkomst i forbindelse med kulbrinteindvinding i Danmark (kulbrinteskatteloven) - retsinformation.dk
2. ↑  Nola Grace Gaardmand (23. november 2011). "Staten har selv finansieret olieudvindingen i Nordsøen". Information.
3. ↑  "Staten gik glip af milliarder". Information. 2. oktober 2001.
4. ↑  Nola Grace Gaardmand og Hans Redder (23. november 2011). "Staten forsøgte at få mere ud af Nordsøen". Information.
5. ↑  "Rapport fra Kulbrinteskatteudvalget" (PDF). Skatteministeriet. oktober 2001. Arkiveret fra originalen (PDF) 11. juni 2007. Hentet 24. november 2011.
6. ↑  Frans Clemmesen (26. november 2011), Her er den danske stats syv oliesynder, Politiken{{citation}}:  CS1-vedligeholdelse: url-status (link)